# إيثان روسباتش
إيثان روسباتش (بالإنجليزية: Ethan Rusbatch) مواليد 24 مايو 1992 في كرايستشرش، هو لاعب كرة سلة نيوزلندي معتزل. بدأ مسيرته الاحترافية في سنة 2012. لعب مع كانتربيري رامز في الدوري النيوزيلندي لكرة السلة. حمل الرقم 12.

## المسيرة الاحترافية
لعب مع ساوثلاند شاركز في سنة 2012، ثم لعب مع كانتربيري رامز في سنة 2014، ثم لعب مع نيو زيلاند بريكرز في الدوري الأسترالي في موسم 2016–2017.

## روابط خارجية
- إيثان روسباتش على موقع الاتحاد الدولي لكرة السلة (الإنجليزية)
- إيثان روسباتش على موقع كرة السلة الأوروبية.كوم (الإنجليزية)
- إيثان روسباتش على موقع ريلجم (الإنجليزية)
- إيثان روسباتش على موقع بروبوليرز (الإنجليزية)
- إيثان روسباتش على موقع سبورتس رفرنس (الإنجليزية)